# هارولد غيلر
هارولد غيلر (بالإنجليزية: Harold Geller)‏ هو موزع وملحن أسترالي، ولد في 23 فبراير 1916 في سيدني في أستراليا، وتوفي في 27 فبراير 2005 في لاس فيغاس في الولايات المتحدة.

## وصلات خارجية
- هارولد غيلر على موقع IMDb (الإنجليزية)
- هارولد غيلر على موقع ميوزك برينز (الإنجليزية)